# Никитинский мост
Ники́тинский мост — мост в Приморском районе Санкт-Петербурга. По нему 1-я Никитинская улица пересекает небольшой залив Графского пруда. Как сооружение имеет адрес: 1-я Никитинская улица, дом 37, сооружение 1.

## История
Гидросистема бывшей усадьбы Орловых-Денисовых была создана при строительстве усадьбы в 1840-х годах. Исток безымянного ручья, который питал систему усадебных прудов, находился в районе Верхнего Суздальского озера. Пруды были созданы искусственным путем за счёт устройства двух плотин. Сброс воды из прудов происходил через каменную плотину, расположенную в створе 1-й Никитинской улицы. В середине XX века пруды стали заболачиваться, а территория вокруг них — застаиваться. В настоящее время сохранились средний и нижний (Графский) пруды. Никитинский мост построен на территории каменной плотины Графского пруда (фактически поверх неё), которая является объектом культурного наследия федерального значения в составе комплекса усадьбы Орловых-Денисовых.
Название Никитинский мост было присвоено 27 июля 2012 года. Оно связано с бывшими в XIX веке владельцами этой части Коломяг Никитиными.